# Shrewsbury (Pennsylvanie)
Pour les articles homonymes, voir Shrewsbury (homonymie).
Shrewsbury est un borough situé au sud du comté de York, en Pennsylvanie, aux États-Unis,. En 2010, il comptait une population de 3 823 habitants, estimée au 1er juillet 2020 à 3 840 habitants. Le borough est fondé en 1800 et incorporé en 1834.

## Démographie
Lors du recensement de 2010, le borough comptait une population de 278 habitants. Elle est estimée, en 2020, à 3 840 habitants.